# Luri
Luri je naselje in občina v francoskem departmaju Haute-Corse regije - otoka Korzika. Leta 1999 je naselje imelo 749 prebivalcev.

## Geografija
Kraj leži na skrajnem severovzhodu otoka Korzike na rtu Cap Corse, 30 km severno od središča Bastie.

## Uprava
Občina Luri skupaj s sosednjimi občinami Barrettali, Cagnano, Centuri, Ersa, Meria, Morsiglia, Pino, Rogliano in Tomino sestavlja kanton Capobianco s sedežem v Roglianu. Kanton je sestavni del okrožja Bastia.

## Zanimivosti
- cerkev sv. Petra in Pavla,
- stolp Tour de Sénèque.